# 谢拉山学院
谢拉山学院（Mt Sierra College）是一所位于美国加利福尼亚州洛杉矶县蒙罗维亚的私立本科大学，创办于1990年。目前提供传媒艺术与设计，信息技术，和全球商业这3方面的8个专业。谢拉山学院是中华人民共和国教育部认可的美国大学之一，該校於2019年6月已經倒閉。

## 历史
1990年，谢拉山学院成立于加利福尼亚州蒙罗维亚。早期，学校被称为计算机技术研究所提供计算机应用软件的短期课程。1992年，学校成为Novell的学术合作伙伴，并获授权开始教授Novell的课程。1993年，学校开始了与微软的长期合作伙伴关系，并获授权提供微软认证预备课程。学校持续对其学士学位课程进行改革，1996年4月，学校获得美国职业学校和学院认证委员会（Accrediting Commission of Career Schools and Colleges，ACCSC）全国性认证，开始提供通信技术、媒体设计和计算机信息技术等专业的训练课程。2002年秋天，学校推出其首个商业学士学位课程。

## 学校概况

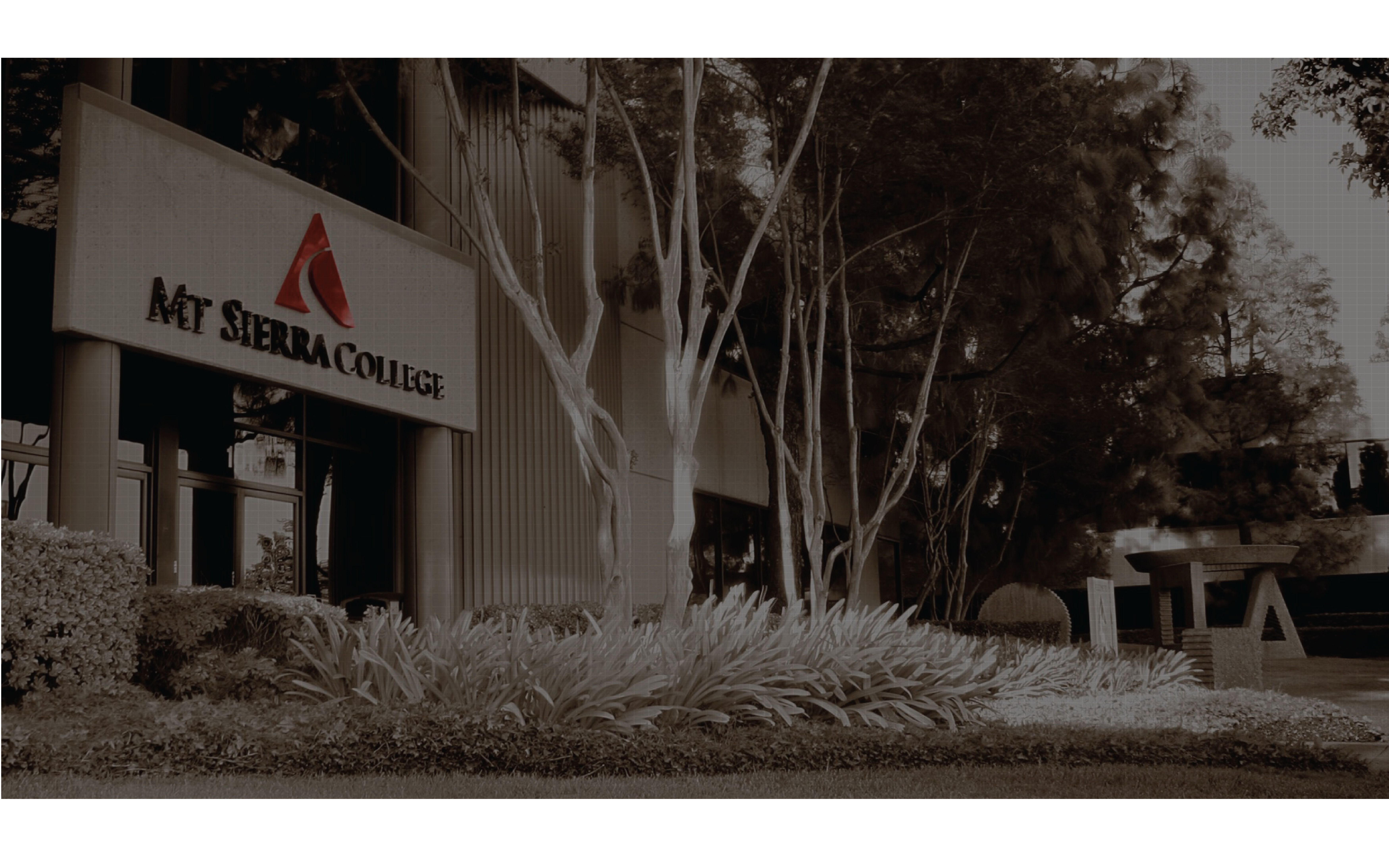
Photo of the campus entrance

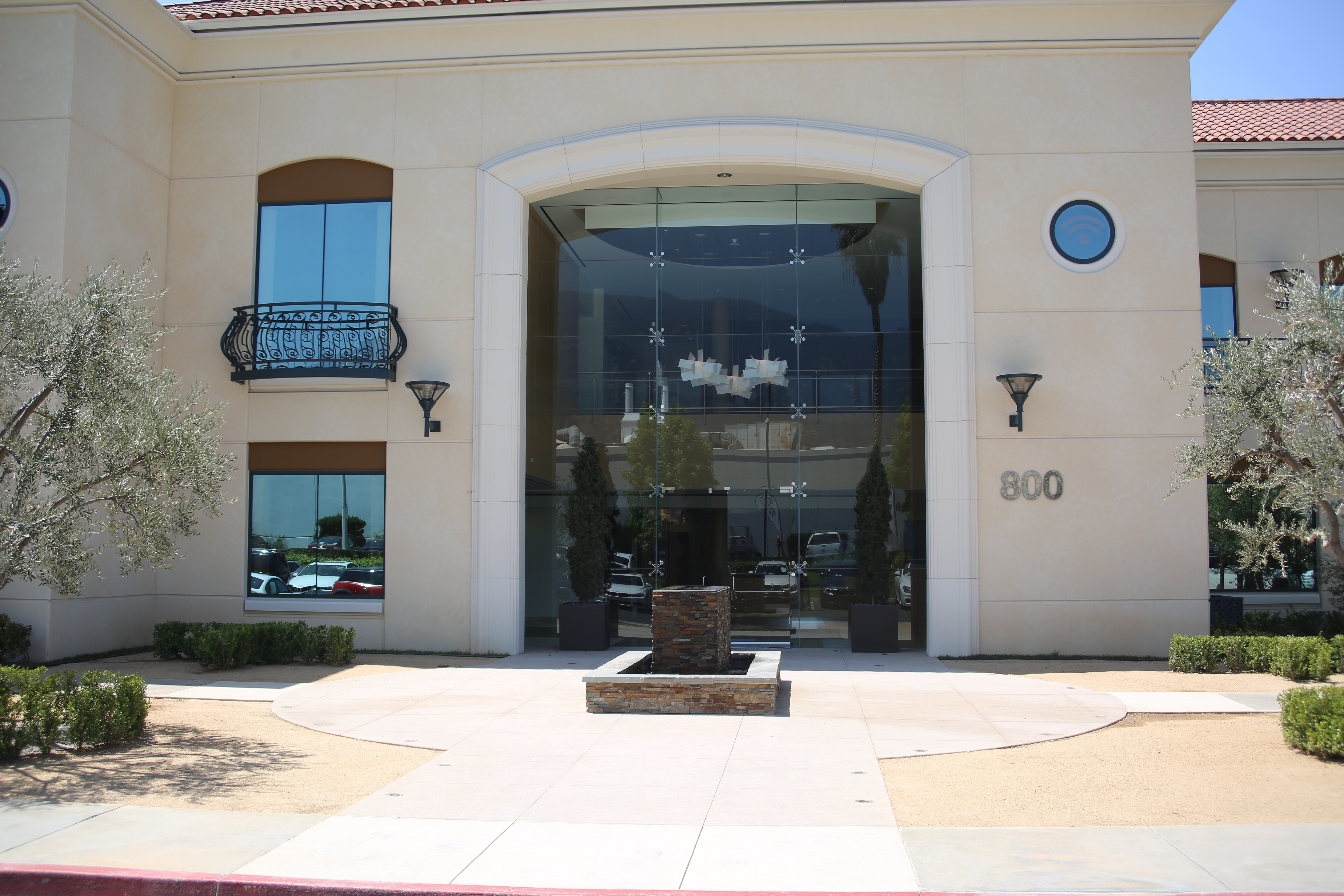
Mt Sierra College New Campus Entrance

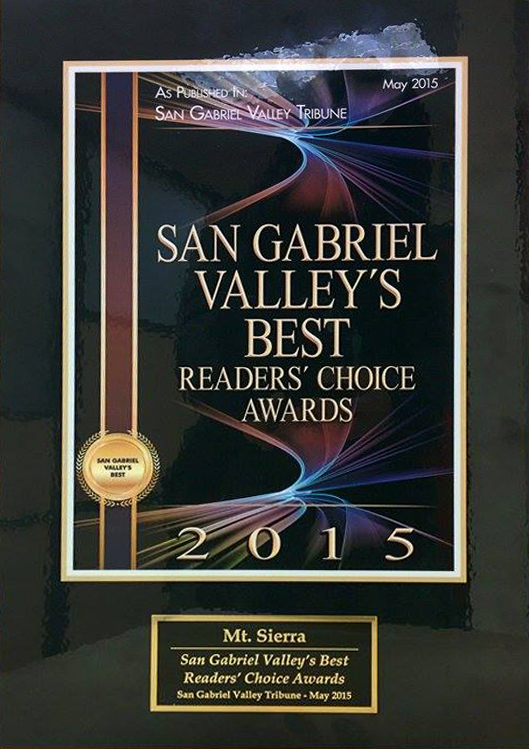
Mt Sierra College receives the 2015 San Gabriel's Best Award

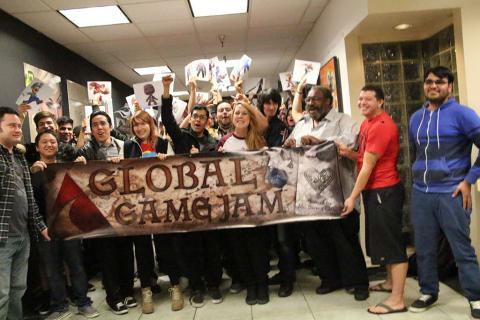
Mt Sierra College is proud to host Global Game Jam

谢拉山学院现有学生500余人，国际学生是总数量的1%。学校将于2016年1月搬至全新校园，离现有校园不到1英里的距离，仍属蒙罗维亚市。

### 成就
谢拉山学院是首批中华人民共和国教育部认可的美国大学之一，详情浏览“中华人民共和国教育部”网站。2015年，学校和南加州大学同为“全球动漫设计大赛 Global Game Jam”主办方，为100多位参赛者提供参赛机会。谢拉山学院荣获2015年圣盖博谷最佳读者选择奖。

## 专业设置
| 院系名称       | 专业设置                                       | 系主任                         |
| -------------- | ---------------------------------------------- | ------------------------------ |
| 传媒艺术与设计 | 平面设计 动漫游戏开发与设计 视觉效果和影视制作 | Mike Pace Migo Wu Laurel Klick |
| 信息技术       | 计算机信息技术 信息安全 网络通讯技术           | Leonard Gonzalez               |
| 全球商业       | 工商管理 创业管理                              | Roy Boulghourjian              |

## 师资简介
谢拉山学院目前有250多位教师，86%的课堂都只有2-9位学生。